# 삐에로는 우릴 보고 웃지
《삐에로는 우릴 보고 웃지》는 김완선의 정규 5집 음반이다.

## 수록곡
| #   | 제목                        | 작사   | 작곡   | 재생 시간 |
| --- | --------------------------- | ------ | ------ | --------- |
| 1.  | 〈가장 무도회〉             | 김순곤 | 손무현 | 3:45      |
| 2.  | 〈나만의 것〉               | 김순곤 | 손무현 | 4:15      |
| 3.  | 〈삐에로는 우릴 보고 웃지〉 | 이승호 | 손무현 | 3:19      |
| 4.  | 〈어느 봄날〉               | 염태하 | 손무현 | 4:06      |
| 5.  | 〈마지막 밀회〉             | 김순곤 | 손무현 | 4:29      |
| 6.  | 〈어디 있었나요〉           | 김순곤 | 손무현 | 4:56      |
| 7.  | 〈작은 카페 이야기〉        | 김순곤 | 손무현 | 4:00      |
| 8.  | 〈모노드라마〉              | 김순곤 | 손무현 | 5:22      |
| 9.  | 〈잃어버린 도시〉           | 김순곤 | 손무현 | 4:21      |
| 10. | 〈이젠 잊기로 해요〉        | 이장희 | 이장희 | 3:25      |
| 11. | 〈편지〉                    | 이장희 | 이장희 | 4:06      |
| 12. | 〈그건 너〉                 | 이장희 | 이장희 | 3:09      |

## 크레딧
- 편곡 : 손무현
- 리듬 프로그래밍 & 기타 : 손무현
- 시퀀싱 & 사운드 디렉터 : 최기선
- 배스 기타 : 윤상
- 키보드 & 신스 : 최태완, 김효국
- 색소폰 : 이정식
- 드럼 : 김희현

- 리코딩 엔지니어 : 최병철
- Recorded at 아세아 Studio
- Mixed by Steve Halquist, 최병철
- Mixed at 로스엔젤레스 아메 레이 칸 스튜디오, 아세아 스튜디오
- 어시스턴스 엔지니어: Shawna Stobie, 조은아

- 포토그래피 : 조세현
- 프론트 커버 컨셉트 : 푸르메
- 코올디네이터 : 강애란
- 의상 : 박소영

Produced by 손무현

## 특이사항
- 이 음반은 한국 여성 가수 최초로 단일 앨범 판매 100만 장을 돌파한 음반이다.
- 〈나만의 것〉, 〈삐에로는 우릴 보고 웃지〉, 〈가장무도회〉가 가요차트 정상에 올라 한 앨범에서 3곡의 1위곡을 배출했으며 1990년, 1991년 골든 디스크상 본상을 2년 연속 수상했다.
- 다수의 곡을 작사한 김순곤은 조용필의 〈고추잠자리〉, 〈못찾겠다 꾀꼬리〉, 〈바람의 노래〉 등의 가사를 쓴 가요계의 베테랑 작사가이다.
- 실루엣에서 키보디스트로 활동했던 이승호가 〈삐에로는 우릴 보고 웃지〉를 작사했는데 이후 쿨의 여러 히트곡을 쓰며 90년대 중후반 작사가로서 전성기를 구가했다. 〈삐에로는 우릴 보고 웃지〉는 1992년 1월 열린 제 5회 대한민국 노랫말 대상에서 '밝은 노랫말 상'을 수상했다.
- 〈작은 카페 이야기〉는 CD반 프린팅에는 〈작은 카페에서〉로 제목이 바뀌어 표기되어 있기도 하다.
- 10 ~ 12번 노래들은 CD반에 추가 수록된 보너스트랙들로서 3,4집 앨범에 실렸던 버전이 아닌 손무현 편곡에 새로 녹음된 버전의 곡들이다.